# Білоцерківський полк
Білоцерківський полк — адміністративно-територіальна і військова одиниця Правобережної України в 17 — 18 століттях. Полковий центр — місто Біла Церква. Належить до корінних козацьких полків. Як військово-адміністративна одиниця, згідно з Куруківським договором, постав у 1625 році як полк реєстрових козаків.
Територія полку на сході межувала з Київським, на півдні — Корсунським, на заході — Уманським та Вінницьким полками.
Брав участь в Костянтинівській і Батозькій битві та інших боях визвольної війни українського народу 1648—54 років. За часів правління Виговського брав участь в Конотопській битві під час російсько-української війни (1658—1659).

## Історія
Під час Хмельниччини, в середині липня 1649 р., за наказом гетьмана було переформовано 18 сотень «за пропольські настрої». Однією з причин був високий відсоток шляхтичів, зокрема у Білоцерківській полковій сотні вони складали 21,5 %.
В 1651 році східна частина полку відійшла до Паволоцького полку (Паволоч, Сквира, Антонів, Торчиця).
За Андрусівським перемир'ям 1667 полк мав відійти під владу Речі Посполитої. Після передачі, згідно з Журавненською угодою, у 1674-му році полякам території Білоцерківщини полк занепав, а населення почало масово переселятися на Лівобережну Україну.
Як військовий підрозділ гетьманату П. Дорошенка проіснував до 1676-го року коли й був ліквідований.

### Відновлення
У 1685 р. польський сейм прийняв ухвалу про поновлення на території колишніх українських полків козацтва з усіма його правами та вольностями. Внаслідок цього правобережні полки було відроджено, почалось швидке заселення території людьми, які прибували сюди з інших українських земель.
В 1702, під час повстання, Самійло Самусь 10 листопада захопив місцеву фортецю та оволодів містом. Незабаром Семен Палій на нетривалий час, 1703 — початку 1704, переніс полковий центр до Білої Церкви. Після того як Палія в кінці липня, за наказом Івана Мазепи, було підступно заарештовано повстання захлинулося, а територію знов опанували поляки.В 1704-1711 до складу полку була долучена Мотовилівська сотня.
На початку 1711 р. полк був єдиним з полків Правобережжя, що чинив опір армії Пилипа Орлика під час його походу на Правобережну Україну.
У 1711–1712 рр. за наказом російської влади більшу частину козаків та цивільних мешканців було силоміць переселено на Лівобережжя, а полк ліквідовано разом з іншими правобережними полками.

## Призначення
Полк призначався для охорони Речі Посполитої від нападів військ Кримського ханства І забезпечував третє перекриття Чорного шляху, який був одним з основних шляхів, використовуваних для цих нападів. Перше перекриття забезпечувалося силами Чигиринського полку, друге — військами Корсунського полку. Полк розміщувався в межах Білоцерківського староства, яке було однією з королівщин Київського воєводства.
Основний склад полку 2214 козаків, або 74 % було зосереджено на віддалі не більше 50 кілометрів по обидва боки від Чорного шляху. При цьому південніше від нього у межиріччі Гнилого та Гірського Тікичів розміщувався відділок з 748 козаків і основним осередком цього відділку було містечко Чорний Камінь.
Північніше ж від Чорного шляху у водозборі Росі розміщувалася решта −1466 козаків, і їх основним осередком було полкове місто Біла Церква, де мешкав Полковник і де перебував полковий уряд. Хоча південний відділок і був порівняно нечисельним, але його розташування всередині вигину Чорного шляху давало змогу малими силами виконувати бойові завдання щодо його охорони з півдня і навпаки, розміщення північного відділку Білоцерківського полку з зовнішнього боку цього самого вигину Чорного шляху потребувало більших сил для його охорони з півночі.
Паволоцький відділок Білоцерківського полку нараховував 776 козаків і розміщувався в північно-західній частині Білоцерківського полку і основним його осередком було місто Паволоч. Його призначення було дещо відмінним від призначення вищеописуваних відділків. Цей відділок був обернутий на захід, оскільки Паволоцький полк, його попередник, був утворений на початку Великого повстання 1648 року як один із осередків зосередження сил для наступу на захід — проти Польського королівства Речі Посполитої.

## Склад

### Реєстр 1649 року
За «Реєстром Війська Запорозького 1649 року» до полку було вписано 2990 козаків, що становило 7,38 % всього складу Реєстру. За чисельністю полк був більше за середній (2530 козаків). До списку полку було вписано й весь склад Паволоцького полку, створеного 1648 року, який повинен був бути скасований за умовами Зборівської угоди 1649 року. В полку було 23 сотні (полкова з Білої Церкви, а також сотні з Чорного Каменю, Германівки, Кам'яного Броду, Фастова, Волховця, Боярки, Антонева, Торчиці, П'ятигор'я, Сквири, Дідівщини, Карабчева, Паволочі, Ходорків, Івниці, Бишева, Водолії, Вилля, Брусилова, Рожева, Войташівки, Коростишева), в яких нараховувалося 2 990 козаків і до полку входило 22 значні поселення.

### Реєстр 1654 року
За переписом 1654 налічував 19 міст і містечок (Фастів, Боярка, Ставище, Володарка, Шавулиха, Богуслав, Рокитне та ін.), в яких жило лише козаків і міщан 6668. Основну масу населення полку становило селянство (посполиті).
Великим козацьким центром у Білоцерківському полку була Чорнокам'янська сотня, яка, крім Чорного Каменя, включала Насташки, Ставище, Синявку, Лесевичі, Ковшевату, Шавулиху, Вільнанку, які пізніше виділились в окремі сотні.
В полку було 18 сотень, сотенними містами були:
| - Біла Церква ≈ 1037 - Антонів ≈ 69 - Боярка_(Звенигородський_район) ≈ 30 - Германівка ≈ 99 - Вільховець ≈ 100 - Кам'яний Брід ≈ 30 - Паволоч ≈ 99 - Триліси - Торчиця ≈ 100 | - Чорний Кам'янець (Чорний Камінь) ≈ 700 козаків - Насташка - Ставище - Синявка - Лесевичі - Ковшувата - Шавулиха - Фастів ≈ 100 |

### Інші полковники
- Сава Москаленко (наказний),
- Семен Половець,
- Данило Гиря (наказний),
- Матвій Положний (наказний), 1654 рік
- І.Клиша (наказний),
- Макар Москаленко,
- І.Сулименко (наказний),
- Михайло Омельченко
- І.Кравченко
- та інші